# Fulvio Zugaro
Pour les articles homonymes, voir Zugaro.
Fulvio Zugaro (Rome, 20 juin 1879 - Rome, 8 août 1931) était un général italien.

## Biographie
Il est issu d'une famille de militaires dont son grand-père Giovanni et son arrière-grand-père Angelo Raffaele, fils d'Achille, fonctionnaire au ministère des travaux publics, et de Giulia Viti.
Sorti de l'Académie militaire de Civitavecchia en 1897, il entre à l'état-major général en 1907, après l'École de guerre, poursuivant une brillante carrière.
Capitaine (Capitano) pendant la guerre de Libye, il est décoré de la médaille d'argent pour bravoure en 1912 ; major (Maggiore), lieutenant-colonel (Tenente Colonnello) pendant la Première Guerre mondiale, observateur dans l'armée de l'air puis collaborateur dans les hauts commandements.
Marié à Francesca Bevilacqua, avec qui il a eu deux fils : Folco et Faliero.
En 1918, il est nommé secrétaire de la Commission d'enquête demandée par le Premier ministre Vittorio Emanuele Orlando le 12 janvier 1918 pour enquêter sur les causes et les responsabilités de la catastrophe de Caporetto. La commission d'enquête sur la retraite de l'Isonzo au Piave était présidé par le général Carlo Caneva et composée de six membres : le général Ottavio Ragni, le vice-amiral Felice Napoleone Canevaro, l'avocat général militaire Donato Antonio Tommasi, le sénateur Paolo Emilio Bensa et les députés Alessandro Stoppato et Orazio Raimondo. Les pouvoirs de la commission étaient étendus et son travail était minutieux et précis, bien qu'il ne soit pas à l'abri des critiques. En fait, il semble maintenant établi (sur la base du témoignage du sénateur Giuseppe Paratore, alors très proche du Premier ministre) que c'est une intervention d'Orlando (poussée à son tour par Armando Diaz) qui a incité la commission à négliger les responsabilités de Pietro Badoglio, afin d'éviter une crise au sein du commandement suprême au moment du plus grand danger. 

Il entreprend un vaste travail de documentation et d'étude, produisant, en un an et demi, les mille pages du rapport "Dall'Isonzo al Piave" (De l'Isonzo au Piave).
En 1922, il obtient son diplôme en discutant une thèse sur le coût de la guerre d'Italie et est immédiatement nommé assistant.
Au cours de l'été 1922, il se rend à Genève au service de la Société des Nations.
De retour en Italie la même année, il partage ses activités entre les intérêts familiaux, les assistanats universitaires et l'organisation du service statistique du ministère de la Guerre jusqu'à ce qu'il soit nommé directeur général des services logistiques en 1925.
En 1925 également, il a obtenu une chaire de professeur de statistiques.
En 1927, il représente l'Italie à la Commission du désarmement à Genève.
En 1929, il a été nommé général.

## Distinctions honorifiques
- Médaille commémorative des campagnes d'Afrique
 - Médaille du mérite mauricienne pour une carrière militaire de 10 ans
 - Croix du Mérite de guerre
 - Médaille d'argent de la valeur militaire - 1912
 - Médaille commémorant l'unification de l'Italie 1848-1918
 - Chevalier de l'ordre militaire de Savoie

## Source
- (it) Cet article est partiellement ou en totalité issu de l’article de Wikipédia en italien intitulé « Fulvio Zugaro » (voir la liste des auteurs).